# Serge Guillaume
Pour les articles homonymes, voir Guillaume.
Serge Guillaume, né le 3 juin 1946 à Villeperrot et mort le 27 mai 2016 à Pont-sur-Yonne, est un coureur cycliste professionnel français.

## Biographie
Serge Guillaume commence sa carrière amateur à Sens, à l'A.C.S BOISSEC, présidé et sponsorisé par Monsieur Guiraud de l'entreprise du même nom.
En 1964, à dix-huit ans, il intègre la première catégorie amateur FFC. Au début de 1967, il quitte les BOISSEC pour Créteil. En 1968, sous les couleurs du Stade Auxerrois, il remporte plus de dix succès en toutes catégories et devient champion de Bourgogne des "hors catégorie" et champion de Bourgogne du CLM des sociétés. 
Professionnel de 1969 à 1972, il est d'abord engagé par l'équipe Frimatic-De Gribaldy. Il ne participe pas au Tour de France en 1972 avec l'équipe Sonolor, pourtant présélectionné. Il apprend la nouvelle par les journaux.
Avant de se reconvertir en créant une entreprise de maçonnerie-démolition, à Pont-sur-Yonne, il signe une licence amateur en 1973 au VC Dijon. Il gagne à Joigny et se place second de la classique Dijon-Auxonne-Dijon. Il meurt le 27 mai 2016 à 69 ans.

## Palmarès
- 1968
  - Champion de Bourgogne des « hors catégorie »
  - Champion de Bourgogne des sociétés[n 1]
  - 1re étape du Tour de l'Yonne[8]
- 1971
  - Grand Prix de Montauroux
  - 14e étape du Tour du Portugal
- 1972
  - 3e du Grand Prix de Nice
- 1973
  - 2e de Dijon-Auxonne-Dijon

Quelques photos de Serge Guillaume, amateur ou professionnel, en 1967-1970, cliquez sur la photo pour l'agrandir
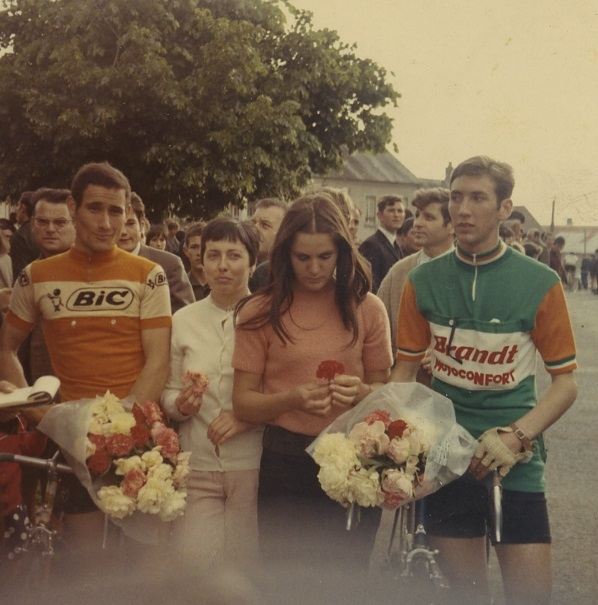
1968 avec ?
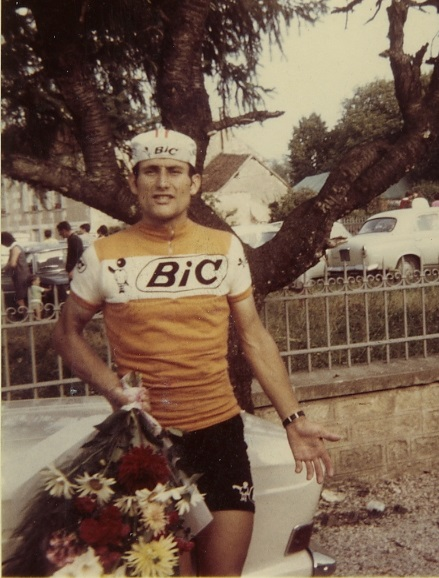
1968 avec le maillot BiC
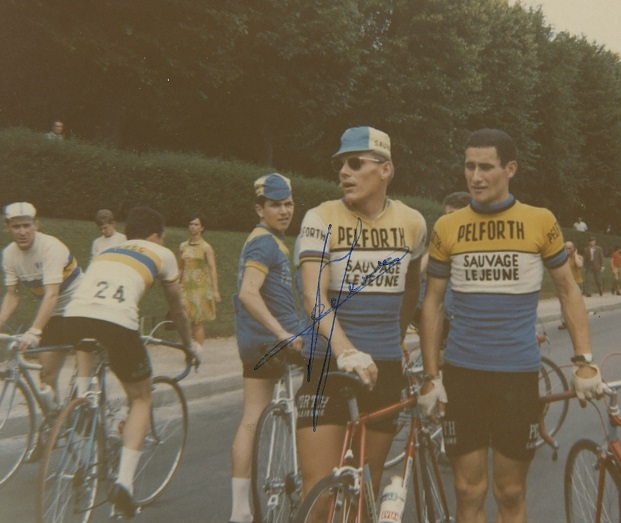
1968 avec Jan Janssen
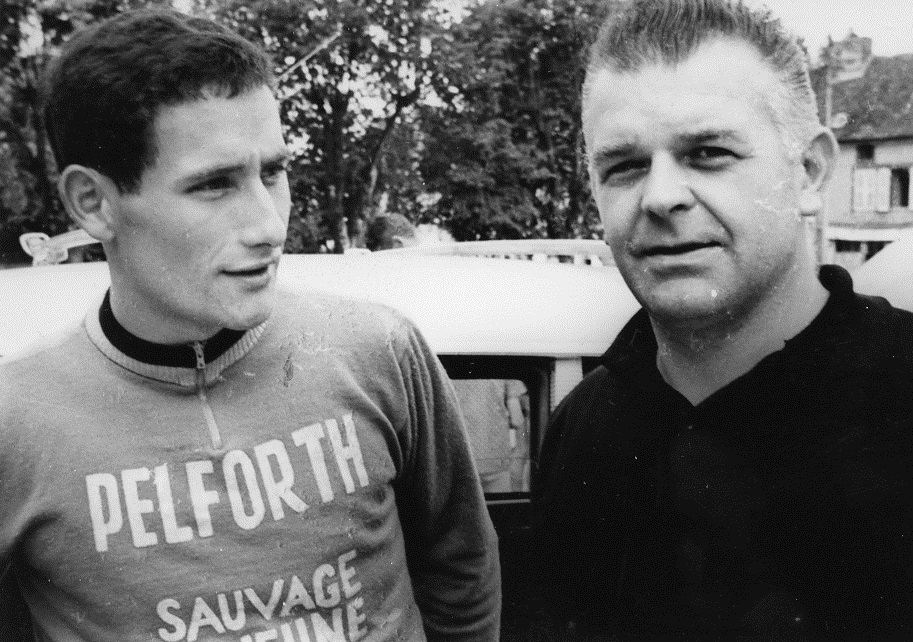
1967-1968 avec monsieur Gouvine
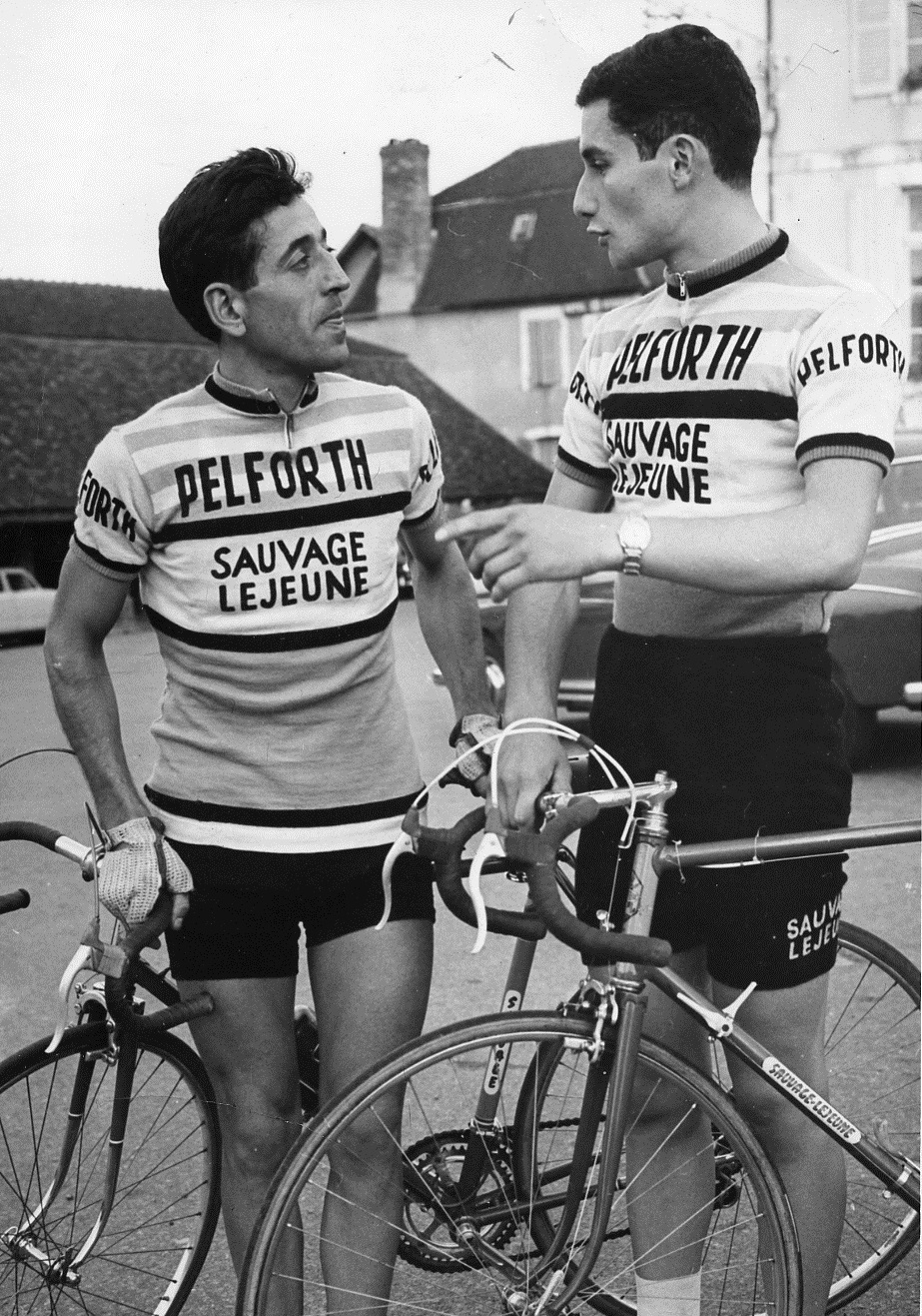
1967-1968 avec Marc Barré
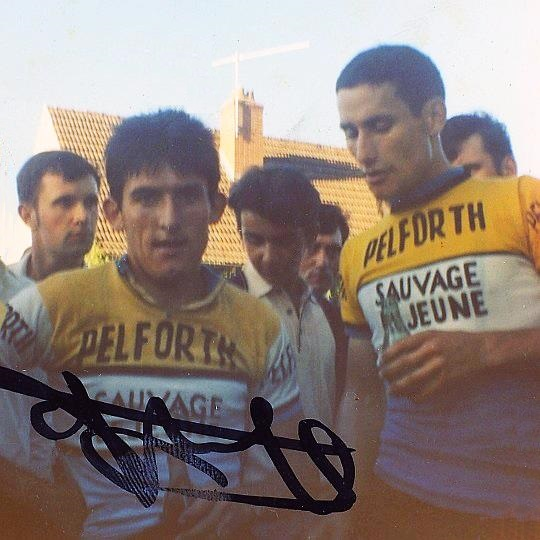
1967-1968 avec Bernard Guyot
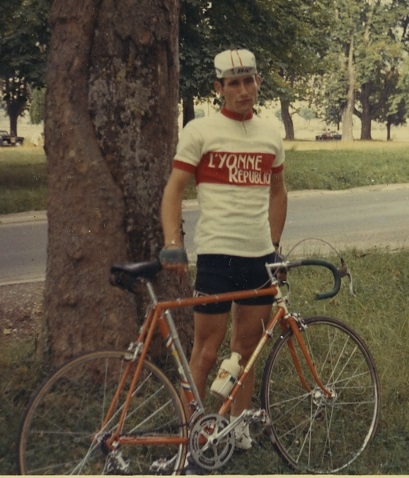
1966-1967 avec le maillot de l'Yonne républicaine
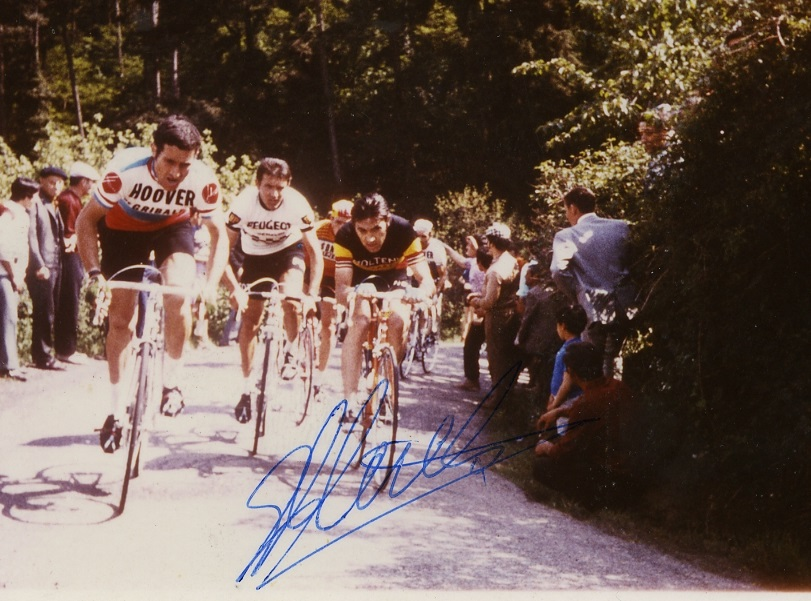
1970 avec Eddy Merckx
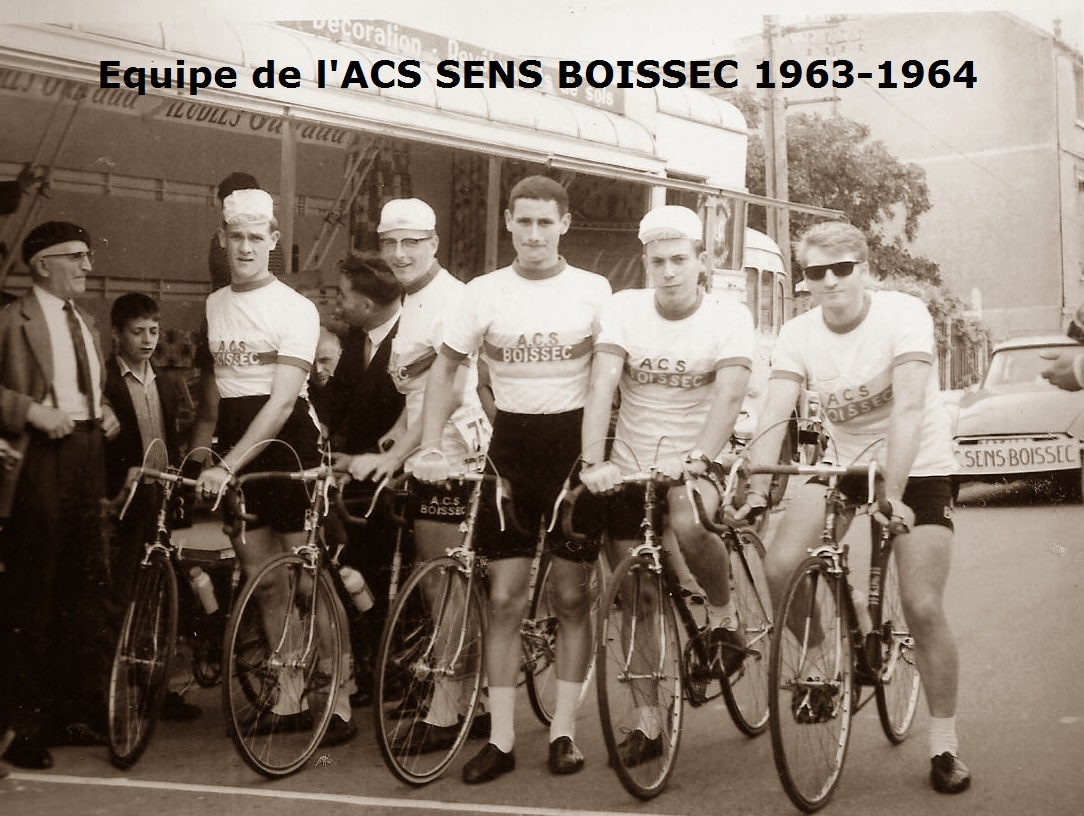
Équipe de A.C.S BOISSEC dont Serge guillaume à ses débuts en 1964